# Giuseppe Pecci (cardinal, 1807)
Pour les articles homonymes, voir Pecci.
Ne doit pas être confondu avec Giuseppe Pecci (cardinal, 1776).
Giuseppe Pecci, né le 15 décembre 1807 à Carpineto Romano, dans le Latium, et mort le 8 février 1890, était un théologien thomiste catholique italien qui fut nommé cardinal par le pape Léon XIII (Vincenzo Pecci), son frère cadet. Jésuite de 1824 à 1848 il entra de nouveau dans la Compagnie de Jésus (1889), comme cardinal, un an avant sa mort.

## Premières années
Né à Carpineto Romano, près de Rome, Giuseppe était l'un des sept fils du comte Dominico Lodovico Pecci et de son épouse Anna Prosperi Buzi. De 1807 à 1818 il vécut dans la maison familiale, où la religion était considérée comme le bien suprême sur la terre. En même temps que son jeune frère Vincenzo, il étudia au collège jésuite de Viterbe, où il resta jusqu'en 1824.
En 1824, lui et Vincenzo furent appelés à Rome, où leur mère était mourante. Le comte Pecci voulut que ses enfants demeurassent avec lui après la perte de son épouse. Ils suivirent des cours au Collegium Romanum des jésuites. En 1828, se posa pour les deux frères la question de la direction à donner à leur vie. Alors que Vincenzo se décidait pour le séminaire en vue de rejoindre le clergé séculier, Giuseppe Pecci entra au noviciat de l'ordre des jésuites (3 décembre 1824). Il avait 17 ans. Il est ordonné prêtre le 6 février 1837.

## Professeur
Il enseigna la théologie thomiste à l'université pontificale grégorienne de Rome en 1847. Il quitta l'ordre des jésuites en 1848. À la demande de son frère, devenu archevêque de Pérouse, il fut fait professeur au séminaire théologique de cette ville, où il resta, de 1852 à 1859. Après que Pérouse eut été occupée par les forces piémontaises en 1860, le pape Pie IX l'appela à Rome et lui offrit une chaire de théologie à l'université de La Sapienza. Le pape le nomma également à la commission pontificale chargée de préparer le premier Concile du Vatican. 
Il était difficile de trouver de la bonne théologie thomiste en ce temps-là, et pour cette raison de jeunes étudiants d'autres pays étaient envoyés à Rome pour suivre les leçons de Pecci et de Tommaso Maria Zigliara. En 1870 il démissionna de sa chaire, ayant refusé de prêter le serment contre le pape exigé par le nouveau gouvernement italien. Il continua de façon indépendante ses recherches théologiques.

## Cardinal
En 1879, le Sacré-Collège, dont le doyen était le cardinal Camillo Di Pietro, demanda avec insistance au pape Léon XIII que son frère fût admis en son sein,, et, à l'âge de 71 ans, Giuseppe Pecci fut créé cardinal-diacre de Sant'Agata dei Goti le 12 mai 1879 lors du premier consistoire tenu par son frère. Il fut le dernier membre de la famille d'un pape à être élevé au cardinalat.
La cérémonie a été décrite par Ludwig von Pastor dans son agenda : le 15 mai à 11 heures du matin, le pape Léon XIII entra dans la Grand Salle dans la tenue pontificale de cérémonie, précédé du Sacré-Collège. La Garde Suisse se tenait au garde-à-vous. Après le discours du pape, chacun des nouveaux cardinaux, Pecci, John Henry Newman, Joseph Hergenröther et Tommaso Maria Zigliara, reçut le chapeau rouge, tous étaient de fameux érudits de l'Église.

## Le thomisme
Cette élévation de Pecci, un thomiste réputé, faisait partie des efforts résolus de Léon XIII pour stimuler la science et la théologie thomiste dans toute l'Église catholique. Le thomisme avait perdu sa place prépondérante dans la théologie et Léon XIII souhaitait la lui rendre « pour protéger la foi, le bien-être de la société et les progrès de la science ». Ce qu'il envisageait, ce n'était pas des interprétations stériles de cette doctrine, mais un retour aux sources originales. Cette nouvelle orientation prise dès le début de son pontificat fut bien accueillie par les dominicains, les jésuites thomistes comme Pecci et par de nombreux évêques dans le monde entier. Elle suscita aussi une forte opposition à l'intérieur de l'Église : certains jugeaient le thomisme tout simplement dépassé, alors que d'autres l'utilisaient pour condamner à petit bruit des opinions qu'ils ne partageaient pas. Et le traditionnel antagonisme ente jésuites et dominicains poussa chacun des camps à réclamer pour lui d'avoir la haute main dans le renouvellement de la théologie catholique.
C'est en collaboration avec le cardinal Pecci, que dans l'encyclique Æterni Patris, publiée le 4 août 1879, Léon XIII explicita ce qu'il entendait par restauration de la philosophie chrétienne dans les écoles. Elle obligeait toutes les universités catholiques à enseigner le thomisme et elle créait une Académie pontificale pour la formation de professeurs thomistes et la publication sous forme d'éditions savantes des œuvres de saint Thomas d'Aquin. Il confia à son frère la direction de cette Académie, et celui-ci aida la création d'académies thomistes semblables dans d'autres villes (Bologne, Fribourg (Suisse), Paris et Louvain). En 1879, le cardinal Pecci devint le premier préfet de l'Académie pontificale saint Thomas d'Aquin, fondée par le pape le 15 octobre, et également préfet de la Congrégation des Études en février 1884. (Le 28 janvier 1999, l'académie fut réorientée par Jean Paul II pour qu'elle s'occupât davantage de problèmes de la société). Léon XIII nomma trente membres, dix venant de Rome, dix d'Italie, et dix du reste du monde, et apporta à l'Académie un généreux soutien financier pour que de partout elle attirât des érudits. Il aida personnellement d'ailleurs certains  s'entre eux et approuva chaleureusement de nombreuses éditions critiques des textes du Docteur angélique. Pour équilibrer ses nominations de jésuites thomistes, il confia la responsabilité générale des travaux sur saint Thomas d'Aquin à l'ordre dominicain, auquel le saint avait appartenu.

## La Bibliothèque vaticane et mort
Alors que la bibliothèque apostolique vaticane restait la plupart du temps fermée et négligée,  Léon XIII y voyait un « trésor inépuisable pour l'Église et un monument élevé à son rôle dans la culture et dans la science ». Il en augmenta considérablement le personnel et l'organisation et nomma le père jésuite Franz Ehrle et Giuseppe Pecci pour diriger la nouvelle entreprise, respectivement comme préfet et comme bibliothécaire. À leur tour ils ouvrirent au grand public la bibliothèque du Vatican après avoir créé une bibliothèque de consultation de 300.000 volumes.
Le cardinal Pecci occupa cette fonction jusqu'à sa mort. Il mourut le 8 février 1890, à l'âge de 82 ans, des complications d'une pneumonie. Son corps fut exposé dans la basilique des Douze Apôtres à Rome, où eurent lieu ses obsèques le 12 février. Il est enterré dans la chapelle de la société de Jésus au cimetière de Campo Verano, à Rome.

## Sources
- (en) Cet article est partiellement ou en totalité issu de l’article de Wikipédia en anglais intitulé « Giuseppe Pecci » (voir la liste des auteurs).